# 千代田ラフト
株式会社千代田ラフトは、テレビ番組の企画・制作、DVD制作、展示映像、YouTube広告動画、その他PR映像などを制作する映像制作会社である。

## 沿革
- 1970年：(株)千代田ビデオ設立 北の丸公園科学技術館内で番組制作技術業務開始
- 1989年：グループ会社 「(株)千代田ソフトプランニング」設立番組の企画・演出・制作などの業務を開始
- 2003年: グループ会社(株)千代田ソフトプランニングが(株)オフィス・ラフトと合併し「(株)千代田ラフト」を設立
- 2006年: 所在地を、現在の東京都目黒区青葉台3-1-19 青葉台石橋ビル9階に移す

## 会社概要

### 所在地
- 所在地：東京都目黒区青葉台3-1-19 青葉台石橋ビル9階

### 役員
- 代表取締役社長：田坂達男
- 取締役：中島 恭
- 取締役：本田尚道
- 取締役：島岡唯信
- 取締役：小川哲司
- 監査役：小谷 学

## 主な制作番組

### 現在のレギュラー番組・制作協力番組(2025年4月1日現在)

#### NHK 総合
- 平野レミの早わざレシピ
- さわやか自然百景
- 高専ロボコン
- 証言記録 東日本大震災

#### NHK Eテレ
- サイエンスZERO
- ミミクリーズ
- TVシンポジウム
- ピタゴラスイッチ
- 世界少年野球大会

#### NHK BS1
- BS１スペシャル
- 地球リアル

#### NHK BSプレミアム
- 行くぞ！最果て！秘境×鉄道
- ウルトラ重機
- 鑑賞マニュアル 美の壺
- トコトコトラム

#### NHK BS8K
- 水とめぐる四季～台湾そして北海道
- 富士山 森羅万象 大山行男が撮る神秘の素顔

#### NHK WORLD
- NINJA TRUTH
- Science View
- At One with Nature National Parks of Japan

### 過去の制作番組（2025年4月1日現在）

#### NHK総合
- 生きもの地球紀行
- 地球!ふしぎ大自然
- 大自然スペシャル
- ダーウィンが来た! 〜生きもの新伝説〜
- プレミアム8(ワイルドライフ)
- さわやか自然百景
- NHKスペシャル
- 新日本紀行ふたたび
- 課外授業 ようこそ先輩
- 生活ほっとモーニング
- 趣味の園芸Q&A
- きょうの健康Q&A
- ハツラツ道場
- ヒューマンドキュメンタリー
- 土ようマルシェ
- ゆうどきネットワーク
- あさイチ
- あの日わたしは

#### NHK Eテレ
- ETV特集
- ETV2000
- ETV2001
- 人間講座
- 日曜フォーラム
- 土曜フォーラム
- 金曜フォーラム
- ハートをつなごう
- 福祉ネットワーク
- すくすく子育て　（すくすくネットワーク）
- 趣味の園芸
- きょうの健康
- 金曜アクセスライン
- 名作ホスピタル
- ここが聞きたい！名医にQ
- すくすく子育て
- きょうの健康

- モリゾー・キッコロ 森へいこうよ!
- オトナヘノベル
- 日曜美術館
- すイエんサー

#### NHK BS
- 素晴らしき地球の旅
- 大自然スペシャル
- 世界わが心の旅
- あの人からのメッセージ
- ハローニッポン
- 人生自分流
- おなじ屋根の下で
- 地球に好奇心
- 日曜スペシャル
- ハイビジョンスペシャル
- 日本美味礼賛
- BSフォーラム
- 地球ウォーカー
- 地球ドキュメントMISSION
- 開眼ラボ
- コリドール・ラボ
- アスリートの魂

#### NHK BSプレミアム（旧：BS-hi）
- ハイビジョン特集
- ハイビジョンスペシャル
- プレミアム8
- 地球の街角
- オーレリアンの庭
- プレシャスブルー
- 華麗なるミュシャ　祖国への旅路　パリ・プラハ　二都物語
- ニッポンの里山　ふるさとの絶景に出会う旅
- ワイルドライフ
- トコトコトラム

#### NHK WORLD
- Castle Quest
- Forests Can Change the World
- Asia Insight

#### テレビ東京
- ザ・ヒューマンD
- ドキュメンタリー人間劇場

#### TBSテレビ
- サンデーモーニング
- みのもんたの朝ズバッ!
- ベストタイム

#### フジテレビ
- 木梨憲武の世界のサッカーがやってきます

#### BSフジ
- この国の行く末
- この国の行く末2

#### TOKYO MX
- 東京都議会中継
- 都議会の焦点
- 東京インフォメーション
- 特別番組 東京タイムスリップ ～江戸・明治から続く東京の魅力～
- 東京都平和の日式典
- 『PSO2』バーチャルライブ
- 年始クラシック特番「明日への音楽」

#### テレビ埼玉
- 競輪中継

## YouTube広告
- 武蔵境自動車教習所
- 東京海洋大学
- 東美濃歴史街道協議会
- 量子科学技術研究開発機構
- 目白大学

## 関連企業
- 千代田ビデオ
- 3one